# 沙不丹
沙不丹（？—？），又作彻卜登，15世纪蒙古郭尔罗斯部領主，郭尔罗斯部是兀良哈属部，当时游牧于漠北克鲁伦河一带。明朝人称他为兀良哈之沙不丹。
他的女儿阿勒塔噶勒嫁给了岱总汗脱脱不花。但她与部属私通，被脱脱不花刺伤耳朵鼻子，送回娘家，双方结仇。1452年，瓦剌也先击败脱脱不花，脱脱不花逃到郭尔罗斯部，沙不丹杀死脱脱不花，留下外孙脱谷思蒙克。